# 流溪县
流溪县，中国古县名。
唐朝开耀元年（681年）置，治所在今四川省南充市西南，属果州。北宋熙宁六年（1073年），废。南宋绍兴二十七年（1157年），复置。元朝至元二十一年（1283年），废。